# Anacridium aegyptium
Châu chấu Ai Cập, tên khoa học Anacridium aegyptium, là một loài châu chấu trong họ Acrididae. Loài này có mặt ở khắp châu Âu thuộc vùng sinh thái 'Afro-tropical', nằm ở Cận Đông và Bắc Phi. Đây là loài châu chấu lớn nhất châu Âu. Con trưởng thành dài đến 30–55 milimét (1,2–2,2 in), trong khi con cái dài 65–70 milimét (2,6–2,8 in).

## Phân loài
- Anacridium aegyptium var. rubrispinum  Bei-Bienko, 1948  - Anacridium rubrispinum  Bei-Bienko, 1948

## Đồng nghĩa
- Acridium aegyptiums  (Linnaeus, 1758)
- Acridium albidiferum  (Walker, F., 1870)
- Acridium indecisum  (Walker, F., 1870)
- Acridium lineola
- Acridium indecisum  (Walker, F., 1870)
- Flamiruizia stuardoi  Liebermann, 1943
- Gryllus aegyptium  Linnaeus, 1764
- Gryllus lineola  Fabricius, 1781
- Gryllus nubecula  Thunberg, 1815
- Orthacanthacris aegyptia  (Linnaeus, 1764)